# Harta (журнал)
Harta (яп. ハルタ, Haruta), раніше відомий як Fellows! — японський журнал сейнен-манґи, що публікується видавництвом Enterbrain. Створений у 2008 році, журнал спочатку називався Fellows! і виходив з періодичністю кожні два місяці. У грудні 2012 року Enterbrain оголосили про перезапуск журналу, починаючи з лютневого номера 2013 року, з зміною назви з Fellows! на Harta та зміною періодичності публікацій з раз на два місяці на десять номерів на рік — з лютого по серпень, а потім з жовтня по грудень. Назва натхненна індонезійським словом «Harta», що означає «скарб».
На відміну від багатьох журналів манґи в Японії, в яких на обкладинці зображено серіал, що зараз публікується в журналі, обкладинка кожного випуску має оригінальну ілюстрацію різних художників.
Спіноф у вигляді веб-журналу під назвою Harta Alternative розпочав видання у квітні 2023 року. Його запуск був присвячений 10-й річниці Harta.